# Tephrosia angustissima
Tephrosia angustissima är en ärtväxtart som beskrevs av Chapman. Tephrosia angustissima ingår i släktet Tephrosia och familjen ärtväxter. IUCN kategoriserar arten globalt som starkt hotad.

## Underarter
Arten delas in i följande underarter:
- T. a. angustissima
- T. a. corallicola
- T. a. curtissii